# AlbaCinema
AlbaCinema es una empresa guatemalteca dedicada a la exhibición de películas, propiedad del grupo Albavisión.

## Historia
La empresa fue fundada como Circuito Alba, más tarde cambiaria su nombre a AlbaCinema. En 2022, inauguró sus más recientes salas en Jocotenango, en el departamento de Sacatepéquez.

## Asistencia
Hasta julio de 2025, cuenta con 29 salas distribuidas en toda Guatemala entre aproximadamente 5,500 butacas. Atiende cerca de 185,000 personas al mes en promedio.

## Formatos
De las 29 salas, varias de ellas cuentan con distintas capacidades entre ellas, 2D y 3D Dolby Digital, IMAX y LaserMax, Cinema Bistro en dos complejos, Plaza Fontabella y Pradera Concepción.

## Controversias

### Advertencia en película de Pixar
En 2022, la empresa advirtió a los consumidores de que la cinta Lightyear de Pixar contenía ideología de género. Esto fue en un CinemaBistro y generó criticas divididas. Esto sumado a que la película había sido censurada en 14 países por lo mencionado anteriormente.